# 1998-as Amstel Gold Race
Az 1998-as Amstel Gold Race volt a 33. holland kerékpárverseny. Április 25-én került megrendezésre, össztávja 257 kilométer volt.  Végső győztes a dán Rolf Järmann lett.

## Végeredmény
|    | Versenyző            | Idő           |
| -- | -------------------- | ------------- |
| 1  | Rolf Järmann         | 6 óra 43' 20" |
| 2  | Maarten den Bakker   | a.i.          |
| 3  | Michele Bartoli      | + 21"         |
| 4  | Michael Boogerd      | + 21"         |
| 5  | Bo Hamburger         | + 21"         |
| 6  | Germano Pierdomenico | + 32"         |
| 7  | Laurent Dufaux       | + 32"         |
| 8  | Andrei Tchmil        | + 2' 27"      |
| 9  | Alberto Elli         | + 2' 27"      |
| 10 | Andrea Ferrigato     | + 2' 27"      |